# Сором'язливість

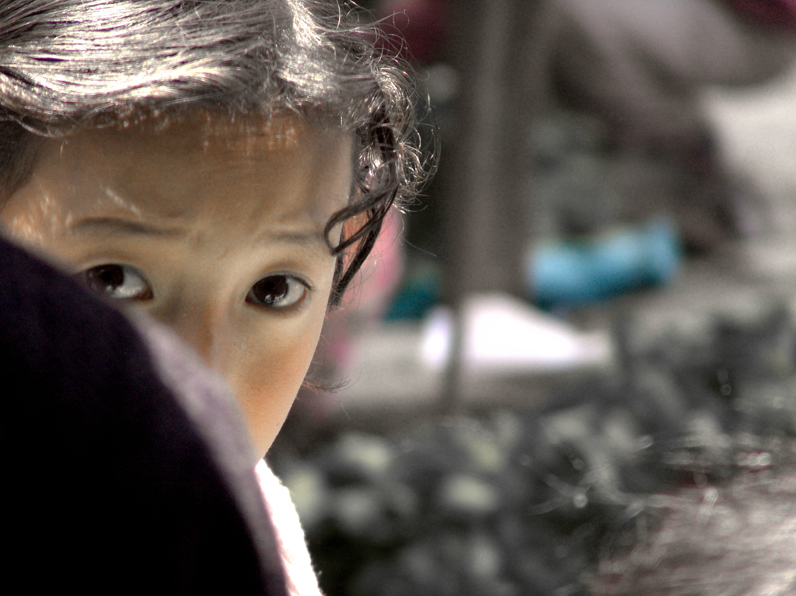
Погляд сором'язливої дитини

Сором'язли́вість — стан психіки і обумовлена ним поведінка людини, що характеризується такими поведінковими рисами як нерішучість, боязкість, напруженість, скутість та дискомфорт через невпевненість у собі або відсутність здібностей та навичок ефективних соціальних комунікацій чи страх наслідків її дії під час розмови чи іншої справи.

## Походження
Першопричина сором'язливості пояснюється досить варіативно. Вчені вважають, що вони виявили генетичні дані, що підтверджують гіпотезу про те, що сором'язливість, принаймні частково, є генетично обумовленою. Проте, є також докази, які свідчать про те, що середовище, в якому виховується людина також може спричиняти сором'язливість.
До числа таких факторів належить жорстоке поводження з дітьми, психоемоційне насильство, наприклад, насмішки і т.ін. Сором'язливість може виникнути після того, як людина пережила гостру фізичну реакцію тривоги. За інших обставин сором'язливість як модель поведінки виникає спочатку, а вже потім формуються фізичні симптоми тривоги. Сором'язливість відрізняється від соціальної тривожності, яка є більш широким, часто пов'язаним з депресією психологічним станом.

## Етіологіястану
Існують різні теорії походження сором'язливості.

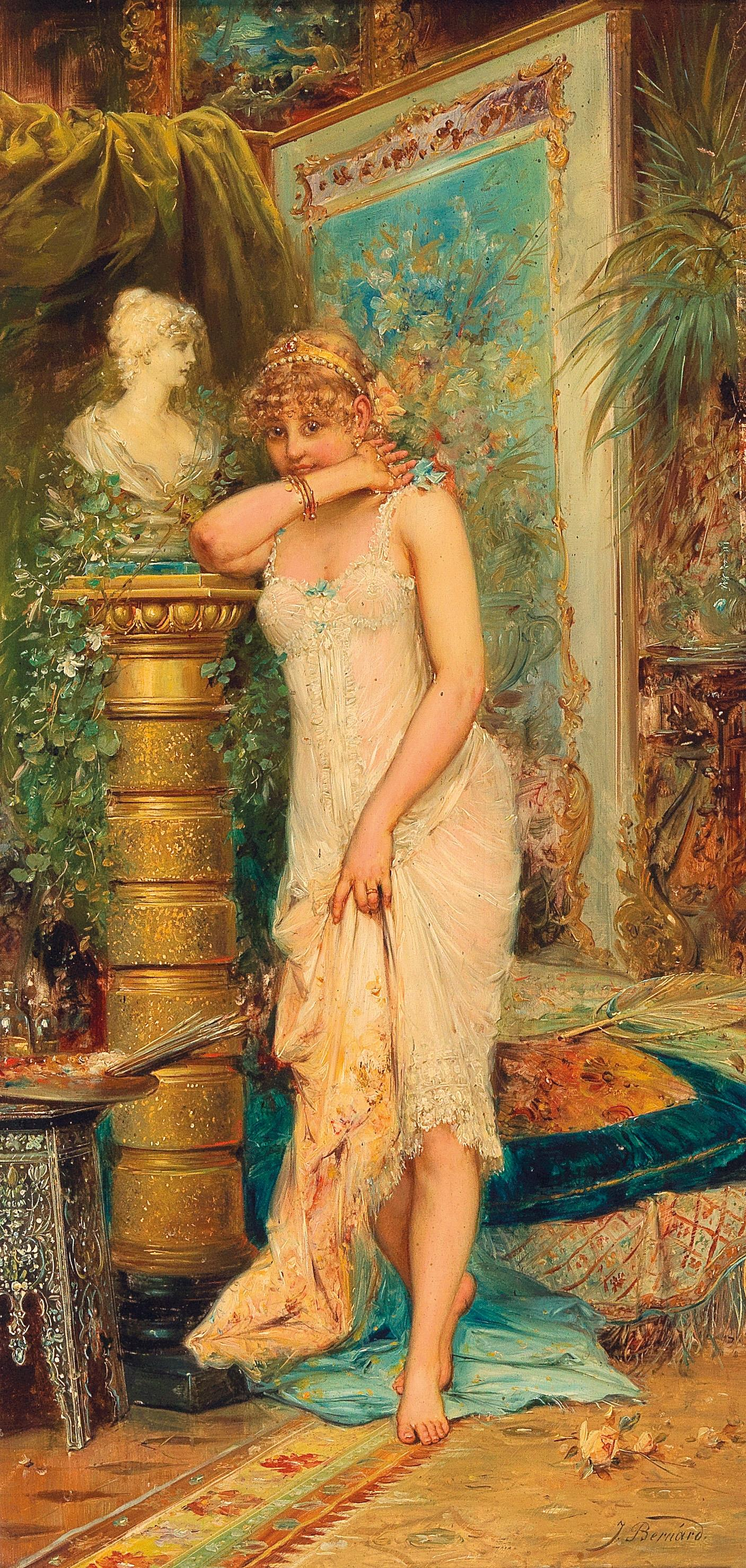
В ательє, сором'язлива модель (Ганс Зацка)

### ТеоріяФіліпа Зімбардо
Жан-Жак Руссо, характеризуючи людську природу, сказав такі слова:
|  | Людина від своєї природи є боязкою |

Для терапевта і дослідника Філіпа Зімбардо це стан дискомфорту, зумовлений очікуванням можливих негативних наслідків від спілкування з іншими людьми. Зімбардо виділяє поняття «сором'язлива публіка» і «сором'язлива особистість». Він стверджує, що «сором'язлива публіка» адаптовується до соціального життя і бере в ньому участь. Натомість «сором'язлива особистість» має чималі проблеми у спілкуванні з іншими індивідами. Одній людині вдається адаптуватися і контролювати дискомфорт, а іншій — ні.
Поведінкова тенденція проявляється в тому, що сором'язлива людина боїться переоцінити власні сили і здібності, дуже переймається тим, що про її дії (слова, вчинки) подумають чи скажуть інші люди. Це, в свою чергу, лавиноподібно посилює хвилювання і спричиняє ще більшу невпевненість.

### Теорія Ренні Ягосеського
На думку венесуельського письменника, поведінкового консультанта та експерта у галузі прикладної психології, Ренні Ягосеського, сором'язливість можна трактувати як вроджену схильність до соціальної інтроверсії, або як набуту психофізичну реакцію різної інтенсивності, пов'язану з очікуванням негативної соціальної оцінки оточуючих. Сором'язливість проявляється когнітивними, афективними та поведінковими змінами, що пов'язані з такими характеристиками людської поведінки, як тривожність, дискомфорт, стрес і схильність до хаотичних міжособистісних контактів. За певних обставини сором'язливість може супроводжуватися психосоматичними змінами.

### Теорія Даніеля Гоулмана
Американський письменник, психолог і науковий журналіст Даніель Гоулман у свої книзі «Емоційний інтелект» визначає сором'язливість як можливий продукт дуже особливого вродженого розташування нейронів у префронтальних долях мозку, що генерує певну зміну чутливості у 15 % суб'єктів з цією нейронною конфігурацією. Однак він стверджує, що більшість аспектів, пов'язаних зі сором'язливістю, мають набутий характер і є результатом суспільних комунікативних контактів і взаємодій людей.

### Неврологічна теорія
В рамках неврологічної концепції, сором'язливість розцінюють як явище, що може виникнути і підтримуватися змінами мозку, які закріплюють повторювану модель відповідної поведінки. Це свідчить про те, що думки, емоції та звички «переналаштовують» ділянки нашого мозку і неврологічно обумовлюють нашу майбутню поведінку. Одним з найпоширеніших проявів сором'язливості є боязнь публічно виступати перед групами, відома, як «страх сцени».

## Гендерні аспекти сором'язливості
Як показали дослідження, проведені фахівцями Каліфорнійського університету, дівчатка більш сором'язливі, ніж хлопчики.
Якщо дівчатка — перші діти в сім'ї, то вони більш сором'язливі, ніж ті, що є вже другою, третьою і т.д дитиною за віком. У хлопчиків-первістків сором'язливість, порівняно з молодшими братами, проявлялася більшою мірою лише до семирічного віку. В наступні роки зв'язок сором'язливості і черговості народження в сім'ї не проявлявся, а до 14 років сором'язливість у хлопчиків зазвичай пропадала. В дослідженнях брали участь 252 дитини, а за їх розвитком слідкували від народження (1928 рік) і аж до зрілості.